# Klingende Brücke
Die Klingende Brücke ist ein Zusammenschluss von Menschen, die Musik, Rhythmus und Sprache mögen und unter Anleitung Lieder in europäischen Originalsprachen singen. Sie wurde 1949 von Josef Gregor in Essen gegründet und umfasst rund 20 Liedstudios in Deutschland und Belgien unter den Namen Die Klingende Brücke und De Zingende Brug.
In den Liedstudios werden die Lieder aus dem Repertoire aller Sprachen der Völker Europas zunächst ausführlich erklärt, wenn möglich von Muttersprachlern vorgesprochen und dann geübt und gesungen. Es handelt sich meist um alte Volkslieder.
Die Arbeit mit den Liedern führt zu einem neuen Verständnis und zu einer neuen Gestaltung des Singens. Angesichts vieler Konflikte der Kulturen will die Klingende Brücke das im tradierten Lied Aufgehobene erforschen, pflegen und beleben. Volkslieder vermitteln einen Weg zum Verständnis und zum Herzen der Menschen anderer Kulturen.
Um noch mehr Menschen mit dieser Idee erreichen zu können, erscheint die neue Publikationsreihe Liederatlas europäischer Sprachen der Klingenden Brücke, deren Bände jeweils über 200 Seiten umfassen.
Die Idee fußt auf Johann Gottfried Herders internationaler Sammlung Stimmen der Völker in Liedern (1807) und findet heute in unserer multikulturellen Realität praxisbezogenen Nutzen. Im Liederatlas sind die Lieder in der ursprünglichen Sprache, daneben in möglichst wortgetreuer Übersetzung abgedruckt und mit Kommentaren, Hinweisen und Abbildungen zum kulturellen Zusammenhang versehen. In den ersten drei Bänden werden je zehn Lieder in portugiesischer, spanischer, französischer, italienischer, englischer, deutscher, russischer, polnischer, griechischer und türkischer Sprache publiziert.
2005 gewährte die Europäische Kommission eine finanzielle Unterstützung für die Herausgabe eines vierten Bandes des Liederatlas’. Dieser enthält Lieder in estnischer, lettischer, litauischer, jiddischer, deutscher, polnischer, slowakischer, mährischer, tschechischer und ungarischer Sprache. Das Buch ist im November 2006 erschienen.
Inzwischen sind auch CDs der spanischen und italienischen Lieder in den Liederatlanten mit Sepp-Gregor-Aufnahmen erschienen.
Archiv und Forschungsstelle der Klingenden Brücke sind im Sepp-Gregor-Haus in Bonn untergebracht. Mehr als 20.000 Lieder sind dort vorhanden, von denen über 1.850 auf Liedblättern bearbeitet und übersetzt sind. Umfangreiches Hintergrundmaterial, Sach- und Liederbücher, Tonbeispiele zu Sprache und Melodie der jeweiligen Lieder stehen Besuchern und den Liedstudios zur Verfügung und ermöglichen eine sprachlich, musikalisch und sachlich fundierte Arbeit.
Zum 50. Jahrestag der Gründung der Klingenden Brücke wurde eine Würdigung veröffentlicht. Über Sepp Gregor liegt der erste Teil einer Biographie vom Jahr 1903 bis zum Jahr 1950 vor.

## Veröffentlichungen
- Die Klingende Brücke (Hrsg.), Sonja Ohlenschläger, Gert Engel: Liederatlas europäischer Sprachen der Klingenden Brücke. (Mit portugiesischen, spanischen, französischen italienischen, englischen, deutschen, jiddischen, russischen, polnischen, tschechischen, slowakischen, ungarischen, griechischen, estnischen, lettischen, litauischen, und türkischen Volksliedern)
  - Band 1, Bonn 2001, mit einem Geleitwort von Cem Özdemir (Bündnis 90/Die Grünen)
  - Band 2, Bonn 2002, mit einem Geleitwort von Konrad Beikircher (Kabarettist und Radiomoderator)
  - Band 3, Bonn 2003, mit einem Geleitwort von Marianne Bröcker† (Präsidentin des Nationalkomitees im international Council for Traditional Music, Vorsitzende der Kommission für Lied-, Musik- und Tanzforschung der Deutschen Gesellschaft für Volkskunde)[2]
  - Band 4, Bonn 2006, mit einem Geleitwort von Ján Figeľ (Kommissar für allgemeine und berufliche Bildung, Kultur und Mehrsprachigkeit in der Europäischen Union)
  - Band 5, Bonn 2023, mit einem Geleitwort von Gudrun Steinacker (u. a. ehemalige Botschafterin in Nordmazedonien und Montenegro)

## Tonträgeraufnahmen
- Ursprünge – Historische Tondokumente aus den Anfangsjahren des Essener Freundeskreis „Die Klingende Brücke“. Zum 50. Geburtstag im März 1999 (CD mit Sepp Gregor auf dem Cover und Aufnahmen aus dem Essener Singkreis von 1950 bis 1954, Herausgeber: die andere Buchhandlung, Iserlohn-Drüpplingsen; zusammengestellt von Ruth Kollmann und Veerle de Leyn; Originalaufzeichnungen auf einem Drahttongerät von F. K. Kollmann; Digitalisierung und Tontechnik Jürgen Lutschkowski)